# Magnetosoom

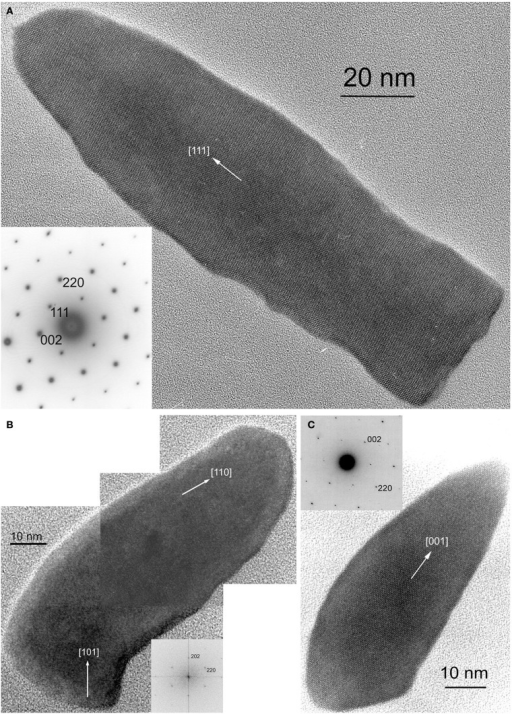
Langwerpige magnetosomen, gericht naar de geomagnetische noordpool.

Een magnetosoom is een kleine membraanrijke structuur die magnetotactische bacteriën gebruiken om zich te oriënteren met behulp van magneetvelden. De membranen van het magnetosoom bevatten ketens van ijzerhoudende magnetietkristallen die meebuigen met magnetische krachten. De kristalketens werken als een kompasnaald: ze wijzen de magnetotactische bacteriën naar de geomagnetische pool. Hiermee vinden de bacteriën vaak de micro-aerofiele omgevingen waarin ze gedijen.
Over het algemeen hebben magnetosoomkristallen een hoge chemische zuiverheid, soortspecifieke kristalmorfologieën en vertonen specifieke configuraties binnen de cel. Deze kenmerken geven aan dat magnetosomen gevormd zijn door middel van biomineralisatie.
Naast magnetiet bestaan magnetosomen ook uit zwavelhoudende kristallen, zoals greigiet. Verschillende andere ijzersulfide-mineralen zijn ook geïdentificeerd in ijzersulfide-magnetosomen - waaronder mackinawiet (tetraëdrisch FeS) en een kubieke FeS - waarvan men vermoed dat het voorlopers zijn van magnetiet.